# 홍석환 (조경학자)

홍석환(洪錫煥, 영어: Seok-Hwan Hong)은 대한민국의 조경학자이자 환경운동가이며, 부산대학교 조경학과 교수이다. 서울시립대학교에서 조경학 학사·석사·박사 학위를 받고, 미국 버지니아공과대학교에서 연구학자로 활동했다. 조경설계와 환경생태계획을 전공하였으며, 도시생태, 생물다양성, 기후위기 대응 등을 주제로 활발한 연구와 저술을 이어왔다.
그는 2017년부터 2021년까지 《경향신문》에 「녹색세상」 칼럼을 연재하며, 환경정책과 생태 문제에 대한 비판적 견해를 대중에게 전달해왔다. 특히 산불 대응과 산림정책에 대해 비판적인 입장을 취하며, 산림청 중심의 벌채 및 조림 정책이 오히려 산불을 악화시킨다는 견해를 밝혀 학계와 시민사회에서 주목받았다. 대표 저서로는 환경정책의 문제를 고발한 《환경에 대한 갑질을 멈출 시간》이 있다.

## 생애
홍석환은 대한민국의 조경학자이며, 부산대학교 조경학과 교수이다. 서울시립대학교 조경학과에서 학사, 석사, 박사 학위를 받았으며, 미국 버지니아텍에서 연구학자(Research Scholar)로 연수한 바 있다. 현재 부산대학교 조경학과 교수로 재직 중이며, 국제차산업문화전공에서도 전임교수로 활동하고 있다.
그는 조경설계 및 환경생태계획을 전공하였고, 생태복원, 도시생태, 생물다양성 보호, 기후변화 대응 등을 주제로 연구를 수행하고 있다. 특히 도심 가로녹지가 미세먼지 농도에 미치는 영향, 소나무재선충 피해목 제거에 따른 산림훼손, 철새 행동 및 서식지 변화, 도시 열섬 현상과 녹지의 관계, 국립공원 및 습지 보전 등 다양한 분야에서 학술 논문을 발표하였다. 연구 성과는 한국환경생태학회, 한국조경학회 등 국내 학회지뿐 아니라 일부 국제 학술지에도 수록되었다.
2017년부터 2021년까지 경향신문에 ‘녹색세상’ 칼럼을 연재하며 환경정책과 생태계 이슈에 대한 비판과 대안을 제시하였다. 방송 출연과 언론 인터뷰를 통해 울진·강원 산불, 부산 북항 토양 오염 문제 등 주요 환경 현안에 대해 전문가 견해를 밝혀왔다. 또한 국립공원 정책포럼, 부산시 정원도시 정책 워크숍 등 공공 포럼에 참석하여 정책 자문 활동을 병행하고 있으며, 환경단체와의 협업을 통해 시민사회 환경보전 활동에도 참여하고 있다.
홍석환은 산림청의 숲가꾸기 사업이 산불 위험을 증가시켰다고 비판하며, 활엽수를 제거하고 소나무 중심의 조림을 추진한 정책이 산불 대형화를 유발했다고 주장한다. 그는 인공조림이나 벌채보다는 자연 상태의 복원을 선호하며, 산불 이후에도 자연적으로 활엽수림으로 회복된다는 점을 강조한다. 피해목 벌채 및 임도 확충에 대해서도 부정적인 견해를 밝히며, 벌채가 오히려 산사태와 홍수 위험을 증가시킬 수 있다고 지적한다.
그는 2016년 한국과학기술단체총연합회로부터 과학기술 우수논문상을 수상하였다. 2021년에는 저서 《환경에 대한 갑질을 멈출 시간》을 출간하여 환경정책의 문제점을 비판하고 대안을 제시하였다. 또한 다양한 세미나와 강연, 언론 활동을 통해 대중과 소통하며 환경 분야의 오피니언 리더로 활동하고 있다.